# 龙渣瑶族乡
龙渣瑶族乡，是中华人民共和国湖南省株洲市炎陵县下辖的一个乡镇级行政单位。

## 行政区划
龙渣瑶族乡下辖以下地区：
龙渣村、新开村、龙凤村和双奎村。